# Permanens gáz
A permanens gáz olyan kis molekulatömegű, apoláros molekulákból álló gáz, amely közel áll az elméleti ideális gáz állapothoz.
A permanens gázok közé sorolják a nemesgázokat, a hidrogént, az oxigént és a nitrogént.
Nyomással nem cseppfolyósíthatók, csak jelentős hűtéssel.
A cseppfolyósításuk nehéz, mivel a forráspontjuk rendkívül alacsony, ezért is nevezték el őket permanens, azaz állandó gázoknak.